# Domats
Domats és un municipi francès situat al departament del Yonne i la regió de Borgonya - Franc Comtat.